# Spergularia mexicana
Spergularia mexicana är en nejlikväxtart som beskrevs av William Botting Hemsley. Spergularia mexicana ingår i släktet rödnarvar, och familjen nejlikväxter. Inga underarter finns listade i Catalogue of Life.